# Callitula travancorensis
Callitula travancorensis är en stekelart som beskrevs av Sureshan 2002. Callitula travancorensis ingår i släktet Callitula och familjen puppglanssteklar. Inga underarter finns listade.